# Lucien Favre
Lucien Favre (phát âm tiếng Pháp: [lysjɛ̃ favʁ]; sinh ngày 2 tháng 11 năm 1957) là một cựu cầu thủ bóng đá người Thụy Sĩ. Khi còn thi đấu chuyên nghiệp, ông thường chơi ở vị trí tiền vệ.

## Sự nghiệp câu lạc bộ
Ở cấp câu lạc bộ, Favre chơi cho Lausanne-Sports, Neuchâtel Xamax, Toulouse và Servette, nổi tiếng là một cầu thủ khéo léo và thông minh. Năm 1991, ông tuyên bố giải nghệ.

## Sự nghiệp quốc tế
Favre đã có 24 lần khoác áo đội tuyển quốc gia Thụy Sĩ. Đáng chú ý, ông ghi bàn thắng quốc tế đầu tiên vào lưới trong trận gặp Hà Lan vào ngày 1 tháng 9 năm 1981, một trận đấu mà Ruud Gullit và Frank Rijkaard cũng có lần ra sân đầu tiên cho đội tuyển Hà Lan. Favre có lần khoác áo cuối cùng cho đội tuyển Thụy Sĩ trong trận thua 3–1 trước Bồ Đào Nha vào ngày 26 tháng 4 năm 1989 ở Lisbon.

## Sự nghiệp huấn luyện

### Borussia Dortmund
Vào ngày 22 tháng 5 năm 2018, Favre được bổ nhiệm làm huấn luyện viên của Borussia Dortmund, với hợp đồng kéo dài đến ngày 30 tháng 6 năm 2020. Trong mùa giải đầu tiên của mình, ông đã cùng câu lạc bộ thi đấu vô cùng thăng hoa khi sở hữu thành tích chuỗi 15 trận bất bại liên tiếp tại Bundesliga.
Ngày 12 tháng 12 năm 2020 Huấn luyện viên Lucien Favre bị sa thải sau khi Borussia Dortmund thua sốc Stuttgard với tỉ số 1-5 trên sân nhà

## Danh hiệu
Servette
- Nationalliga A: 1984–85

Cá nhân
- Cầu thủ Thụy Sĩ của năm: 1982–83

### Huấn luyện
Echallens
- Nationalliga B thăng hạng: 1993–94

Yverdon Sport
- Nationalliga A thăng hạng: 1998–99

Servette
- Cúp Thụy Sĩ: 2000–01

Zürich
- Siêu cúp Thụy Sĩ: 2005–06, 2006–07
- Cúp Thụy Sĩ: 2004–05

Borussia Dortmund
- DFL-Siêu cúp: 2019
- HLV Thụy Sĩ của năm: 2006, 2007
- HLV Sport1 của năm: 2011[5]
- HLV của Mùa giải: 2011–12 [6]